# セイヨウシナノキ
セイヨウシナノキ（西洋科の木、学名: Tilia × vulgaris）は、シナノキ科シナノキ属の落葉樹である。

## 解説
別名は リンデンバウム  (独: Lindenbaum)あるいは リンデ  (独: Linde)。フユボダイジュ Tilia cordata と ナツボダイジュ Tilia platyphyllos の自然交配種である。丈夫な樹種で、樹齢は1000年を超えるものもある。樹高が40メートルを超えるものも珍しくなく、老木になると幹がどっしりしてゴツゴツした樹皮になる。枝はよく分枝して、ハート形の葉を茂らせる。花色は薄黄色で甘い芳香がある。
ヨーロッパでは古くから植えられ、木材は楽器や木彫材などに利用された。また、樹皮は繊維を採るために利用され、北米ではロープや莚を編むための原料となる。ハーブとしても利用され、フランス語由来のティユール (tilleul)で知られる。花は蜜源植物として珍重され、その蜂蜜の色は薄く味は濃厚で、マンノースという糖が含まれている。花はリラックス効果があるハーブティーの原料になる。
「植物学者カール・フォン・リンネの姓の由来はシナノキである」と伝えられるが、和名シナノキ Tilia japonica は日本特産種（同属だが）であるので、このセイヨウシナノキか原種のフユボダイジュ T. cordata であると考えられる。
ヨーロッパでは郷愁を掻き立てるロマンチックな木であり、ドイツの村の中心にあるセイヨウシナノキは、集いの場であり、コミュニティーの精神的な象徴であった。本種は中世ヨーロッパでは、自由の象徴とされた。ドイツの首都・ベルリンの大通りであるウンター・デン・リンデンの両側に街路樹として植えられているのがよく知られている。中世の裁判での判決は、この木の下で言い渡されたという。またシューベルトの歌曲『菩提樹』（歌曲集『冬の旅』）で有名である。他にもドイツのフランクフルト日本人国際学校校歌にも登場している。ドイツのライプツィヒ、ロシアのリペツクなどの地名は、この樹木のスラブ語名称（例えばロシア語: Ли́па）に基づいている。
ナイチンゲール（サヨナキドリ）が枝で歌を歌い、広がった梢の葉がやさしい木蔭をつくってくれるぼだい樹は、「ナイーブな美しさによって、ドイツ中世の恋愛詩の中で最もよく知られた歌」（高津春久）とされるヴァルター・フォン・デア・フォーゲルヴァイデの「ぼだい樹の木かげ」をはじめ中世からハインリヒ・ハイネまで優れた数々のドイツ恋愛詩の場面に設定されている。ゲルマン神話の愛と春と豊穣の女神フレイアと関連付けられるセイヨウシナノキの木陰は、騎士と乙女の逢引の場所であった。
セイヨウシナノキにはしばしばアブラムシが棲みつき、糖分を含む液体を排泄する。この液体はアリの好物となるが、そのまま落ちて思わぬ被害を被ることになる。ベルリンにはセイヨウシナノキの街路樹が多く植えられているが、木陰に停めた自家用車にこの液体が落ちると、都会の塵や汚れなどの有害物質が付着してベタベタになるのがドイツ人にとっての悩みの種だという。